# Онава (Ајова)
Онава (енгл. Onawa) град је у америчкој савезној држави Ајова. По попису становништва из 2010. у њему је живело 2.998 становника.

## Демографија
Према попису становништва из 2010. у граду је живело 2.998 становника, што је -93 (-3.0%) становника више него 2000. године.
| Група             | 2000.         | 2010.         |
| Белци             | 3.001 (97,1%) | 2.861 (95,4%) |
| Афроамериканци    | 1 (0,0%)      | 13 (0,4%)     |
| Азијати           | 6 (0,2%)      | 10 (0,3%)     |
| Хиспаноамериканци | 33 (1,1%)     | 35 (1,2%)     |
| Укупно            | 3.091         | 2.998         |